# Vandreord
Et vandreord er inden for historisk lingvistik et låneord som er blevet spredt til mange sprog gennem handel og lignende kontakter så dets oprindelse er svær at afgøre. Eksempler på paneuropæiske vandreord er vin, mynte og kommen. 
For beslægtede sprog, for eksempel de germanske sprog, kan det undertiden være svært at afgøre om et fælles ord er et arveord fra ursproget eller et vandreord fra senere tid, hvad der har betydning for teorier om hvor og hvornår ursproget blev talt.